# Plesiorycteropus
Plesiorycteropus madagascariensis (letteralmente "parente del piede scavatore del Madagascar") è uno dei più bizzarri e misteriosi mammiferi conosciuti. Soprannominato "bibimalgascio", venne scoperto in Madagascar a partire da resti scheletrici. Inizialmente si credette che fosse una specie di oritteropo che riuscì a raggiungere il Madagascar milioni di anni fa. Ross MacPhee studiò tutti gli esemplari noti di Plesiorycteropus e scoprì che, sebbene quest'animale mostrasse un certo numero di somiglianze con gli oritteropi, altre caratteristiche anatomiche sembravano collegarlo ad una gamma di diversi gruppi di mammiferi, tra cui gli 'ungulati' e gli 'insettivori'. Data quest'incertezza che circonda le sue relazioni evolutive, nel 1994 pubblicò un saggio in cui classificava da solo il Plesiorycteropus in un ordine di mammiferi completamente estinti, Bibymalagasia. Il bibimalgascio raggiungeva le dimensioni di un cagnolino e forse si nutriva di formiche e termiti. Scoperti in varie regioni del Madagascar, i suoi resti sembrano arrestarsi intorno a 1000 anni fa. Intorno a quei tempi si estinsero molte specie di grandi uccelli, tartarughe e mammiferi (tra cui i lemuri giganti e gli ippopotami pigmei endemici) - forse a causa dell'attività umana.
Alcuni esperti riconoscono una seconda specie, P. germainepetterae MacPhee, 1994.